# Diari del Poble
|  | Per a altres significats, vegeu «Diari del Poble (1936)». |

El Diari del Poble (xinès: 人民日报; pinyin: Rénmín Rìbào, en anglès: People's Daily) és una publicació periòdica en xinès simplificat (també amb edicions en altres idiomes) que té una tirada d'entre a 3 a 4 milions d'exemplars. És el diari oficial del Partit Comunista de la Xina.
Segons UNESCO, està entre els 10 diaris principals del món.

## Història
Va ser publicat per primera vegada el 15 de juny de 1948 al Comtat Pingshan, Hubei, per part d'una branca regional del Partit Comunista. Les seves oficines es van traslladar a Pequín el març de 1949 i el mes d'agost del mateix any va ser declarat diari oficial del Partit Comunista. Com a òrgan del Partit, aquest periòdic proporciona sovint informació directa sobre la política i el punt de vista oficial del partit.
Durant la Revolució Cultural, el Diari del Poble va ser una de les poques fonts d'informació mitjançant la qual els estrangers i els xinesos podien conèixer què estava fent el govern xinès. Durant aquest període, una editorial del Diari del Poble, es considerava un comunicat autoritzat de la política governamental.
Cal fer una distinció entre les editorials, els comentaris i les opinions. Malgrat que tots han de ser aprovats pel govern xinès difereixen en les autoritats que contenen. Una editorial oficial, significa que el govern xinès ha arribat a una decisió final sobre un assumpte.
Durant les Protestes de la plaça de Tian'anmen de 1989, el Diari del Poble de 26 d'abril de 1989 va condemnar les manifestacions.
Aparegué una edició del Diari del poble a internet l'any 1997.